# Federico Sforza
Federico Sforza (Roma, 20 gennaio 1603 – Roma, 24 maggio 1676) è stato un cardinale italiano, del ramo degli Sforza di Santa Fiora; figlio di Alessandro, conte di Santa Fiora e duca di Segni, e di Eleonora Orsini.

## Biografia

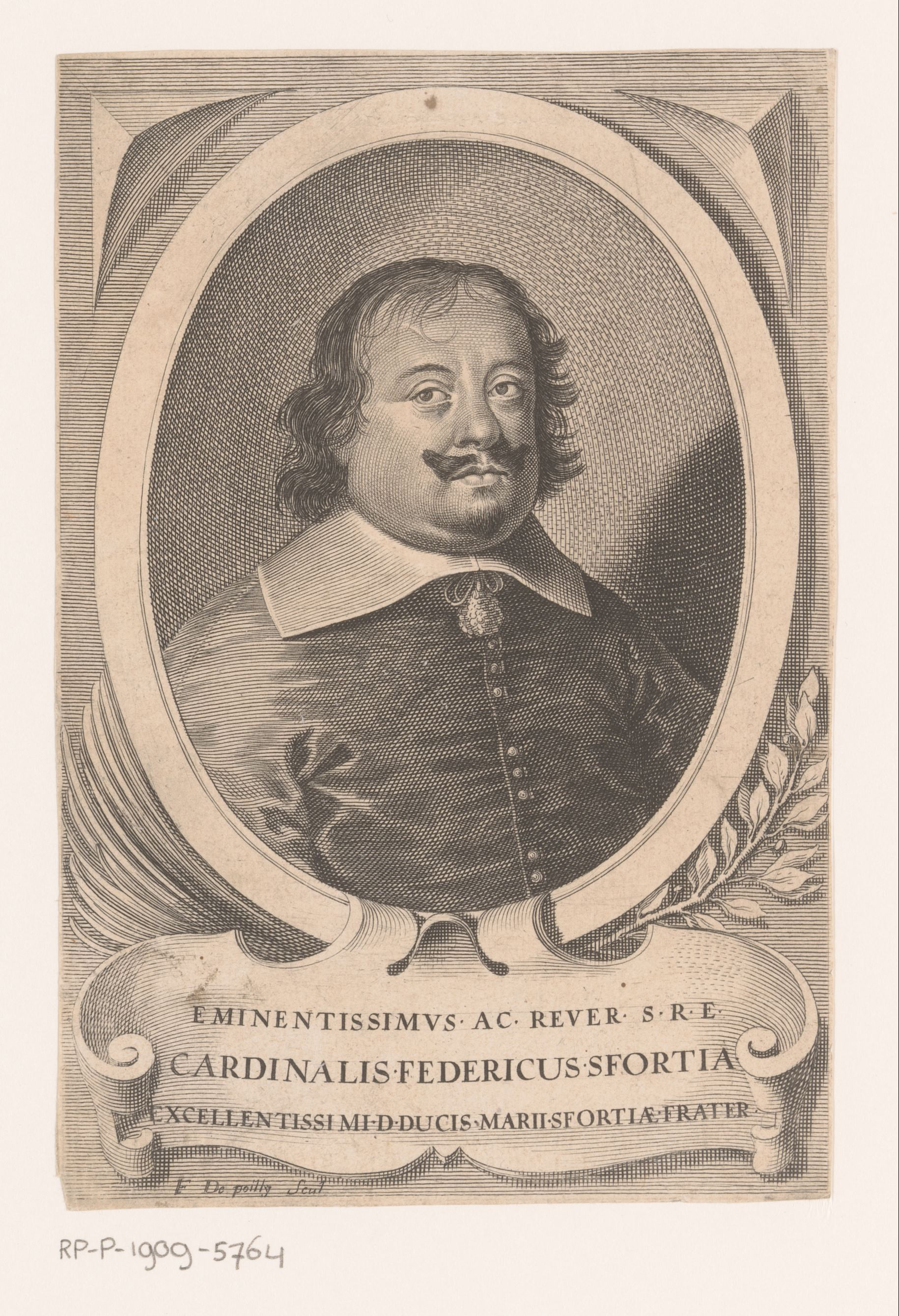
Federico Sforza in un'incisione di François de Poilly

Nato a Roma in seno alla famiglia Sforza, il Cardinale Federico discendeva dal ramo dei duchi di Segni ed era pronipote dei cardinali Guido Ascanio Sforza (1534) e Alessandro Sforza (1565), oltre ad essere imparentato col cardinale Francesco Sforza (1583). Egli, per parte sua, godeva del titolo di Principe di Valmontone.
Intrapresa la carriera ecclesiastica, divenne protonotario apostolico e successivamente, dal 1637, vicelegato ad Avignone. Nominato sacerdote e presi gli ordini sacri, venne nominato cardinale il 6 marzo 1645, ricevendo la porpora e la diaconia dei Santi Vito e Modesto a partire dal 10 luglio 1645. Divenuto Pro-Camerlengo di Santa Romana Chiesa il 27 settembre 1645, rimase in carica sino al 12 luglio 1653. Era divenuto nel frattempo Archimandrita commendatario del Monastero del SS. Salvatore di Messina e Barone della Terra di Savoca dal 1650.
Eletto vescovo di Rimini il 19 novembre 1646, partecipò quindi al conclave del 1655 che elesse a pontefice Alessandro VII, optando successivamente per il titolo cardinalizio dei Santi Silvestro e Martino ai Monti (26 giugno 1656). Divenuto Camerlengo del Sacro Collegio dei Cardinali (13 gennaio 1659-12 gennaio 1660), optò per il titolo di Sant'Anastasia il 21 aprile 1659 e successivamente passò a quello di San Pietro in Vincoli il 21 novembre 1661. Nel periodo che seguì, partecipò al conclave del 1667 che elesse Clemente IX ed a quello del 1669-1670.
Trasferitosi alla sede di Tivoli il 28 gennaio 1675, morì a Roma il 24 maggio 1676, venendo sepolto due giorni dopo nella cappella di famiglia nella basilica patriarcale liberiana.

## Genealogia episcopale e successione apostolica
La genealogia episcopale è:
- Cardinale Guillaume d'Estouteville, O.S.B.Clun.
- Papa Sisto IV
- Papa Giulio II
- Cardinale Raffaele Riario
- Papa Leone X
- Papa Clemente VII
- Cardinale Antonio Sanseverino, O.S.Io.Hieros.
- Cardinale Giovanni Michele Saraceni
- Papa Pio V
- Cardinale Innico d'Avalos d'Aragona, O.S.Iacobi
- Cardinale Scipione Gonzaga
- Patriarca Fabio Biondi
- Papa Urbano VIII
- Cardinale Cosimo de Torres
- Cardinale Pier Luigi Carafa
- Cardinale Federico Sforza

La successione apostolica è:
- Arcivescovo Cesare Argelli (1647)
- Arcivescovo Francesco De Marini (1655)
- Vescovo Juan de Paredes, C.R.S.A. (1655)
- Vescovo Ciro Straserra, C.R. (1655)
- Vescovo Giovanni Battista Monti (1655)
- Vescovo Francesco Rinuccini (1656)
- Vescovo Francesco Caetani (1658)
- Vescovo Simone Rau e Requesens (1658)
- Cardinale Marco Galli (1659)
- Vescovo Claudio Marazzani (1659)
- Cardinale Camillo Astalli-Pamphilj (1661)
- Vescovo Ignazio d'Amico (1662)
- Vescovo José Ninot y Bardera (1664)
- Cardinale Federico Baldeschi Colonna (1665)
- Vescovo Baltasar Valdés y Noriega (1665)
- Vescovo Diego della Chiesa (1665)
- Arcivescovo Giovanni Battista del Tinto, O.Carm. (1666)
- Arcivescovo Ambrogio Maria Piccolomini, O.S.B. (1666)
- Vescovo Francescantonio de Marco (1666)
- Vescovo Sisto Maria Pironti, O.P. (1666)
- Arcivescovo Alfonso Álvarez Barba Ossorio, O.Carm. (1669)
- Vescovo Alfonso de Balmaseda, O.S.A. (1670)
- Arcivescovo Martín Ibáñez y Villanueva, O.SS.T. (1670)
- Cardinale Carlo Cerri (1670)
- Vescovo Ottavio Avio (1670)
- Cardinale Johann Eberhard Nidhard, S.I. (1672)
- Cardinale Friedrich von Hessen-Darmstadt, O.S.Io.Hieros. (1673)
- Vescovo Stefano de Gaspare (1673)
- Arcivescovo Diego de Castrillo (1673)

## Ascendenza
|                                                          |                                             |                                                   | Genitori                                                           |  |  | Nonni |  |  | Bisnonni                                     |  |  | Trisnonni                                    |  |
|                                                          |                                             |                                                   |                                                                    |  |  |       |  |  | 8. Mario I Sforza, XIII conte di Santa Fiora |  |  | 16. Bosio II Sforza, XI conte di Santa Fiora |  |
|                                                          |                                             |                                                   |                                                                    |  |  |       |  |  | 8. Mario I Sforza, XIII conte di Santa Fiora |  |  | 16. Bosio II Sforza, XI conte di Santa Fiora |  |
|                                                          |                                             | 17. Costanza Farnese                              |                                                                    |  |  |       |  |  | 8. Mario I Sforza, XIII conte di Santa Fiora |  |  |                                              |  |
| 4. Federico Sforza di Santa Fiora, signore di Valmontone |                                             |                                                   |                                                                    |  |  |       |  |  | 8. Mario I Sforza, XIII conte di Santa Fiora |  |  |                                              |  |
|                                                          |                                             | 9. Fulvia Conti                                   | 18. Giovanni Battista Conti                                        |  |  |       |  |  |                                              |  |  |                                              |  |
|                                                          |                                             | 9. Fulvia Conti                                   | 18. Giovanni Battista Conti                                        |  |  |       |  |  |                                              |  |  |                                              |  |
|                                                          |                                             | 9. Fulvia Conti                                   | 19. Livia Colonna                                                  |  |  |       |  |  |                                              |  |  |                                              |  |
| 2. Alessandro I Sforza, XIV conte di Santa Fiora         |                                             | 9. Fulvia Conti                                   |                                                                    |  |  |       |  |  |                                              |  |  |                                              |  |
|                                                          |                                             | 10. Virginio Orsini, I duca di San Gemini         | 20. Ferdinando I Orsini, V duca di Gravina                         |  |  |       |  |  |                                              |  |  |                                              |  |
|                                                          |                                             | 10. Virginio Orsini, I duca di San Gemini         | 20. Ferdinando I Orsini, V duca di Gravina                         |  |  |       |  |  |                                              |  |  |                                              |  |
|                                                          |                                             | 10. Virginio Orsini, I duca di San Gemini         | 21. Beatrice Ferrillo                                              |  |  |       |  |  |                                              |  |  |                                              |  |
| 5. Beatrice Orsini di San Gemini                         |                                             | 10. Virginio Orsini, I duca di San Gemini         |                                                                    |  |  |       |  |  |                                              |  |  |                                              |  |
|                                                          |                                             | 11. Ersilia Orsini di Pitigliano                  | 22. Niccolò III Orsini, IX conte di Pitigliano                     |  |  |       |  |  |                                              |  |  |                                              |  |
|                                                          |                                             | 11. Ersilia Orsini di Pitigliano                  | 22. Niccolò III Orsini, IX conte di Pitigliano                     |  |  |       |  |  |                                              |  |  |                                              |  |
|                                                          |                                             | 11. Ersilia Orsini di Pitigliano                  | 23. Livia Orsini di Nerola                                         |  |  |       |  |  |                                              |  |  |                                              |  |
| 1. Federico Sforza di Santa Fiora                        |                                             | 11. Ersilia Orsini di Pitigliano                  |                                                                    |  |  |       |  |  |                                              |  |  |                                              |  |
|                                                          | 12. Girolamo Orsini, V signore di Bracciano | 24. Gian Giordano Orsini, IX conte di Tagliacozzo |                                                                    |  |  |       |  |  |                                              |  |  |                                              |  |
|                                                          | 12. Girolamo Orsini, V signore di Bracciano | 24. Gian Giordano Orsini, IX conte di Tagliacozzo |                                                                    |  |  |       |  |  |                                              |  |  |                                              |  |
|                                                          | 12. Girolamo Orsini, V signore di Bracciano | 25. Felice della Rovere                           |                                                                    |  |  |       |  |  |                                              |  |  |                                              |  |
| 6. Paolo Giordano I Orsini, I duca di Bracciano          | 12. Girolamo Orsini, V signore di Bracciano |                                                   |                                                                    |  |  |       |  |  |                                              |  |  |                                              |  |
|                                                          |                                             | 13. Francesca Sforza di Santa Fiora               | 26. Bosio II Sforza, XI conte di Santa Fiora (= 16)                |  |  |       |  |  |                                              |  |  |                                              |  |
|                                                          |                                             | 13. Francesca Sforza di Santa Fiora               | 26. Bosio II Sforza, XI conte di Santa Fiora (= 16)                |  |  |       |  |  |                                              |  |  |                                              |  |
|                                                          |                                             | 13. Francesca Sforza di Santa Fiora               | 27. Costanza Farnese (= 17)                                        |  |  |       |  |  |                                              |  |  |                                              |  |
| 3. Eleonora Orsini di Bracciano                          |                                             | 13. Francesca Sforza di Santa Fiora               |                                                                    |  |  |       |  |  |                                              |  |  |                                              |  |
|                                                          |                                             | 14. Cosimo I de' Medici, I granduca di Toscana    | 28. Ludovico "Giovanni delle Bande Nere" de' Medici                |  |  |       |  |  |                                              |  |  |                                              |  |
|                                                          |                                             | 14. Cosimo I de' Medici, I granduca di Toscana    | 28. Ludovico "Giovanni delle Bande Nere" de' Medici                |  |  |       |  |  |                                              |  |  |                                              |  |
|                                                          |                                             | 14. Cosimo I de' Medici, I granduca di Toscana    | 29. Maria Salviati                                                 |  |  |       |  |  |                                              |  |  |                                              |  |
| 7. Isabella de' Medici                                   |                                             | 14. Cosimo I de' Medici, I granduca di Toscana    |                                                                    |  |  |       |  |  |                                              |  |  |                                              |  |
|                                                          |                                             | 15. Leonor Álvarez de Toledo y Osorio             | 30. Pedro Álvarez de Toledo y Zúñiga                               |  |  |       |  |  |                                              |  |  |                                              |  |
|                                                          |                                             | 15. Leonor Álvarez de Toledo y Osorio             | 30. Pedro Álvarez de Toledo y Zúñiga                               |  |  |       |  |  |                                              |  |  |                                              |  |
|                                                          |                                             | 15. Leonor Álvarez de Toledo y Osorio             | 31. María Osorio y Pimentel, II marchesa di Villafranca del Bierzo |  |  |       |  |  |                                              |  |  |                                              |  |
|                                                          |                                             | 15. Leonor Álvarez de Toledo y Osorio             |                                                                    |  |  |       |  |  |                                              |  |  |                                              |  |